# Monnina haughtii
Monnina haughtii är en jungfrulinsväxtart som beskrevs av Ramón Alejandro Ferreyra. Monnina haughtii ingår i släktet Monnina och familjen jungfrulinsväxter. Inga underarter finns listade i Catalogue of Life.